# Byzacena
Byzacena nebo Byzacium (starořecky Βυζάκιον, Byzakion) byla pozdně římská provincie ve střední části římské severní Afriky v oblasti dnešního Tuniska, která vznikla rozdělením provincie Africa Proconsularis.

## Vznik a poloha
Ke konci 3. století rozdělil římský císař Diocletianus v rámci své administrativní reformy provincii Afriku Proconsularis na tří menší provincie: Afriku Zeugitanu na severu, kterou nadále spravoval prokonzul, a proto si také podržela i starý název Africa Proconsularis, Byzacenu přiléhající k ní na jihu a Tripolitanii, která s Byzacenou také sousedila na jihu a zabírala zhruba území jihovýchodního Tuniska a severozápadní Libye. Území Byzaceny odpovídá přibližně východnímu Tunisku nebo současnému tuniskému regionu Sahel.
Hlavním městem nové provincie se stalo Hadrumetum ležícím na místě současného tuniského města Súsa a její správce obdržel titul consularis. Metropolitní biskupství Byzaceny bylo – po velké metropoli Kartágu – v tomto období nejdůležitějším místem římské severní Afriky západně od Egypta s jeho alexandrijským patriarchátem.